# 戸塚球場
戸塚球場（とつかきゅうじょう）は、1902年（明治35年）に早稲田大学が設けた野球場。日本野球の草創期、学生野球を中心に使用され、日本で初めて照明を設置し、ナイターが行われた。後に安部球場と改称。1987年末に閉鎖され、現存しない。跡地は早稲田大学総合学術情報センターとなっている。

## 歴史
明治時代後半、学生野球熱が高まる中、早稲田大学で1901年（明治34年）に野球部が結成され、翌1902年10月、戸塚球場を開設した。開設にあたっては初代野球部長安部磯雄が日本の国際化に野球の発展は必要と、大学の創設者大隈重信を説得したといわれている。球場の予定地は穴八幡宮付近などが候補に挙がったが、野球が教育の一環であると考えた安部は大学に隣接していた戸塚村の農地に着目し、地主たちに借用の話をとりつけた（土地は後に早稲田大学の所有となる）。
今日の感覚にすれば一大学の野球部のホームグラウンドであり練習場にしか過ぎないが、当時は日本の野球草創期でプロ野球もなく、大学野球が人気を集めていた頃であり、かつ本格的な野球場が少ないこともあって、慶應義塾大学の三田綱町球場とともに東京の代表的な野球場だった。
1908年（明治41年）11月22日には戸塚球場でアメリカ合衆国から来日した米大リーグ選抜チームであるリーチ・オール・アメリカンチームと早稲田大学野球部が対戦した。この時に早稲田大学創設者の大隈重信が日本野球史上初となる始球式を行い、早稲田大学主将だった山脇正治を相手に一球を投じ、その球を山脇が空振りしたことが現在に伝わる始球式の形態になっているとされる。
海外チームとの招待試合や1914年からの三大学リーグ戦（早稲田、慶應、明治）が開催され、1925年（大正14年）8月には観客のためのスタンドも設置。同年秋から始まった東京六大学リーグ戦にも使用されたが、1926年（大正15年）10月に明治神宮野球場が完成すると舞台は神宮へと移り、試合数は次第に減少していった。
しかし、1931年（昭和6年）の新五大学野球リーグ（現在の東都大学野球連盟の旧名称）の結成式及び結成記念試合を行ったり、さらに1936年（昭和11年）にはこの年に始まったプロ野球（当時日本職業野球連盟）の試合も行われた。
戸塚球場は、四つの「日本初」の試みが行われた場所としても歴史に名をとどめている。
1. 1908年（明治41年）11月22日に日本初となるアメリカ合衆国大リーグ選抜チーム（リーチ・オール・アメリカン）と日本のチームによる国際親善試合が開催され[1]、その際に始球式も日本で初めて行われた[2]。
2. 1931年（昭和6年）6月30日には早大理工学部の山本忠興博士の労により日本初のテレビジョン放送の実験が、球場と早稲田大学電気実験室との間で行われた。
3. 1933年（昭和8年）7月に日本で初めて照明設備を設置した[5]。
1930年ごろから、アメリカのマイナーリーグで照明をつけたナイターが行われたことに触発されたもの。1.5kW電灯156個を、高さ30.6mの鉄塔6基に取り付けたもので、総工費は6万円だった。
完工後の7月10日には、早大二軍対早大新人戦が日本初のナイターで行われた。試合は11－2で二軍が勝利したが、9回までは行われず7回で打ち切りになった。この試合には、当時の文部大臣鳩山一郎が始球式に臨んだ。
4. 1936年（昭和11年）7月に、本球場で開催された『日本職業野球連盟結成記念大会』をNHKラジオ第一放送が実況中継を行った。これは日本初の職業野球（現在のプロ野球）のラジオによる実況中継放送であった。

しかし、戦時色が強まる中で1941年4月に戸塚球場を戸塚道場と改称、さらに1943年（昭和18年）6月には鉄製スタンドと照明塔を撤去。同年10月16日には出陣学徒壮行早慶戦が行われ、戦地へ赴く早慶の学生たちが白球を追った。空襲により更衣室・バックネットなどに損失を被ったが、終戦後戦地から還ってきた学生たちにより活動を再開した。

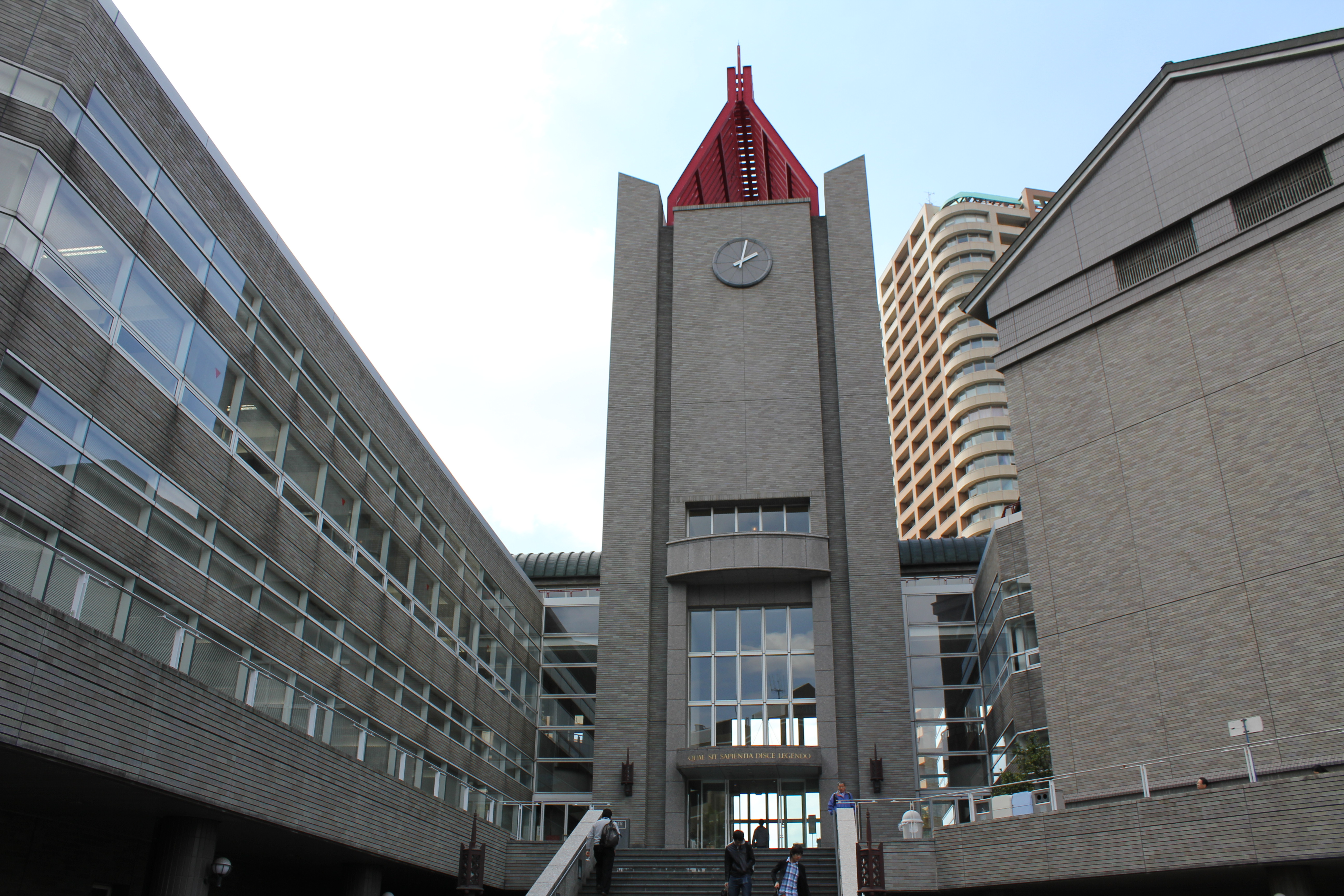
球場跡に建設された総合学術情報センター

1949年（昭和24年）、東京専門学校時代に講師を務め、野球部創設時に部長を務めた安部磯雄が死去すると、その功績を顕彰して安部球場と改称された。神宮球場の接収解除に伴い、東京六大学野球の公式戦で使われることはなくなったが、夏の甲子園東東京大会の会場として多く使われた（この頃のマスコミでの表記は「早大球場」）。
1987年（昭和62年）11月22日の「サヨナラ安部球場」全早慶戦（試合開始前に式典を挙行）をもって球場は閉鎖され、早稲田野球部の練習場は東伏見野球場（2015年（平成27年）11月より「安部磯雄記念野球場」に改称、東京都西東京市）へと移転した。スタンドの取り壊しは1989年（平成元年）。
跡地は現在、早稲田大学総合学術情報センターが置かれ、中央図書館、国際会議場などが入っている。センターの入口に安部と初代監督飛田穂洲の胸像が置かれている。この2体は球場のセンター後方にあったもので、球場閉鎖後もこの地に残すことを大学と野球部の協定で決めたものである。
2022年（令和4年）には日本野球聖地・名所150選に選定された。

## その他のエピソード
- 1923年（大正12年）9月1日の関東大震災発生時にはグラウンドを開放して多くの被災者を収容した。その中には下戸塚で下宿生活を送っていた井伏鱒二もいた[10]。
- ラグビーの第1回早明戦は戸塚球場で行われた（1923年12月24日、早42-明3）[11]。
- 1945年5月25日の東京大空襲で戸塚1丁目が延焼を免れたのは戸塚球場が火除地の役目を果たしたからだった[12]。

## 施設
閉鎖時の施設とは一致しない可能性がある。
- グラウンド面積：9,004m2
- グラウンド：外野天然芝

左翼97.5m、右翼91.4m、中堅121.9m、本塁後方12.2m
- 照明設備：照明塔6基（1933年7月完成。1943年6月に撤去）

内野150ルクス、外野90ルクス
- 収容人員

1902年 - 1925年：不明（1914年11月16日の早明2回戦で「満場二千に余る観衆」との記事あり）
1925年 - 1943年：20,000人
1943年 - 1987年：7,000人（スタンド撤去後の数値か）

## 所在地
東京都新宿区西早稲田1丁目20
座標: 北緯35度42分40秒 東経139度43分05秒 / 北緯35.711021度 東経139.718133度

## プロ野球公式戦開催実績
1936年夏季の東京大会トーナメント戦（9試合）が開催された。
- 1936年7月1日 （1回戦）東京巨人軍 8-9 名古屋軍、阪急軍 5-0 大東京軍
- 1936年7月3日 （1回戦）名古屋金鯱軍 2-6 大阪タイガース、（敗者復活戦）東京巨人軍 10-1 大東京軍
- 1936年7月4日 （敗者復活戦）東京巨人軍 2-4 名古屋金鯱軍、（1回戦）名古屋金鯱軍 3-8 東京セネタース
- 1936年7月5日 （準決勝）阪急軍 3-13 名古屋軍、大阪タイガース 8-9 東京セネタース
- 1936年7月7日 （決勝）東京セネタース 0-1 名古屋軍

## ギャラリー

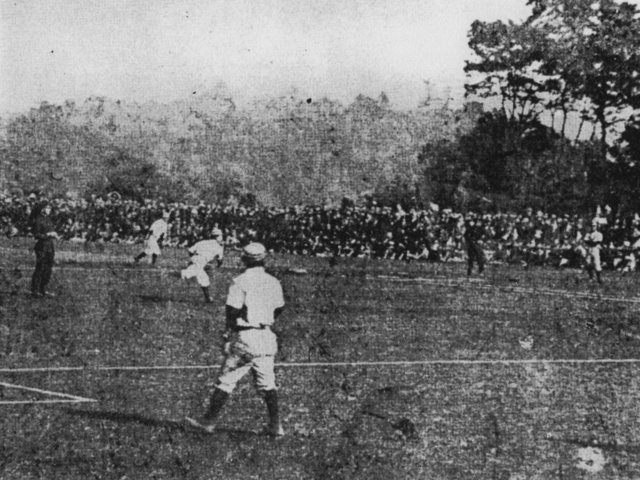
早慶1回戦（1906年10月28日）
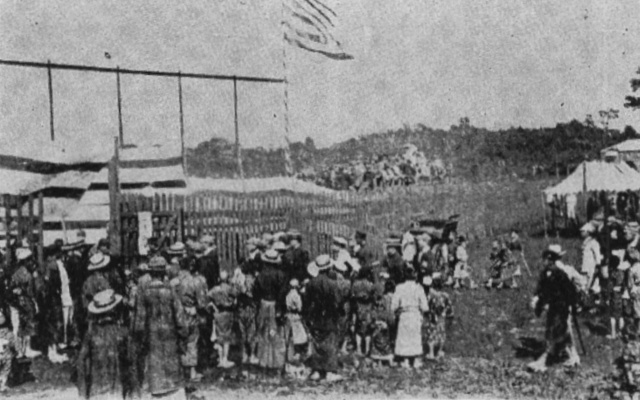
早大対ワシントン大学（1908年秋）
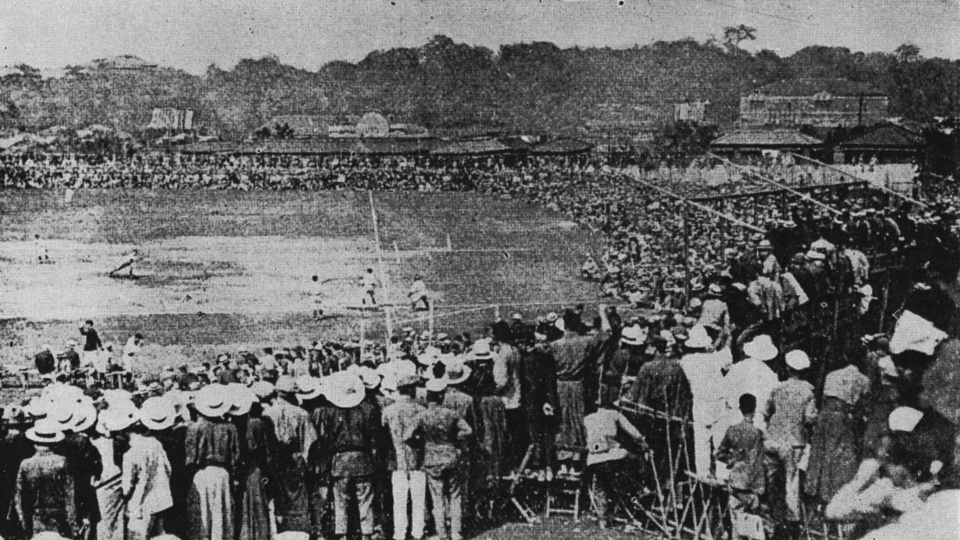
早明決勝戦前の練習風景（1924年10月25日）
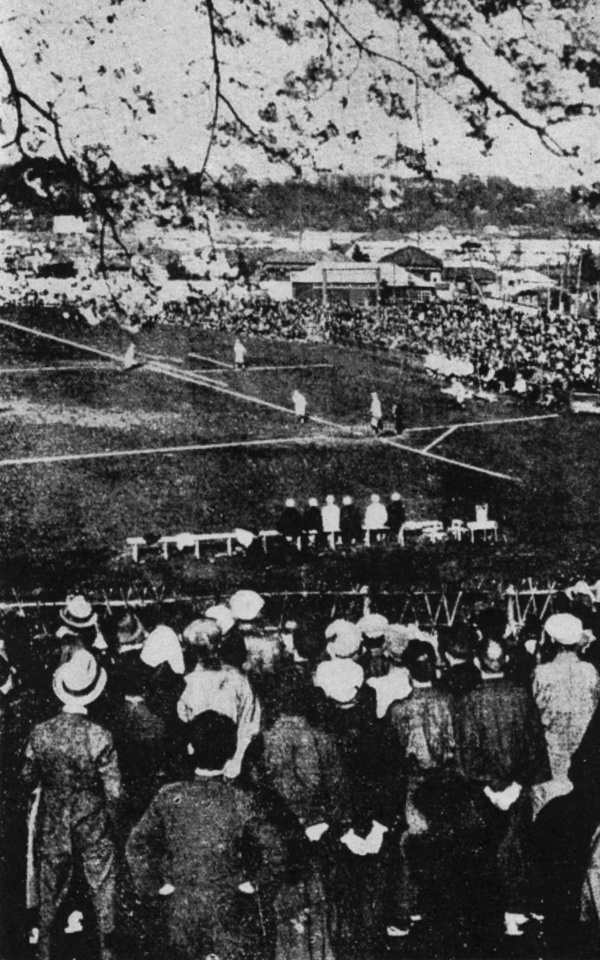
早立1回戦（1924年4月15日）
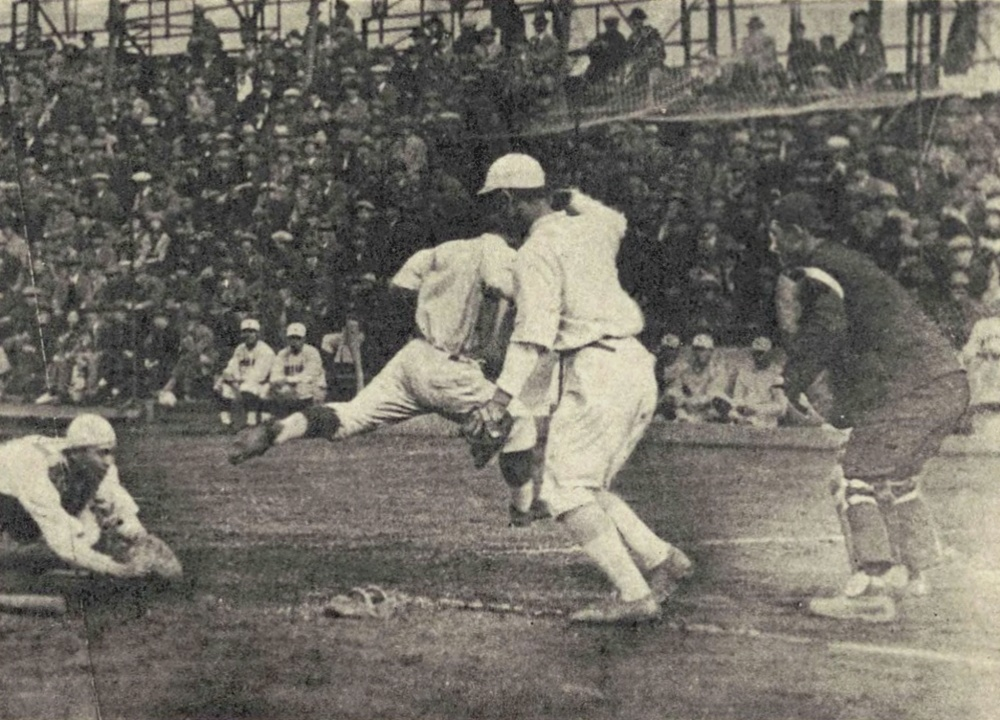
早帝2回戦（1925年秋）
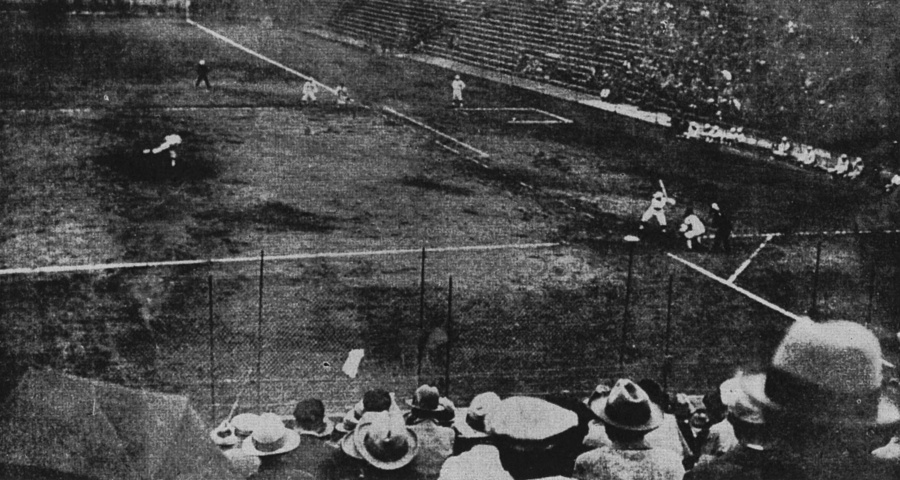
早法1回戦（1926年10月9日）
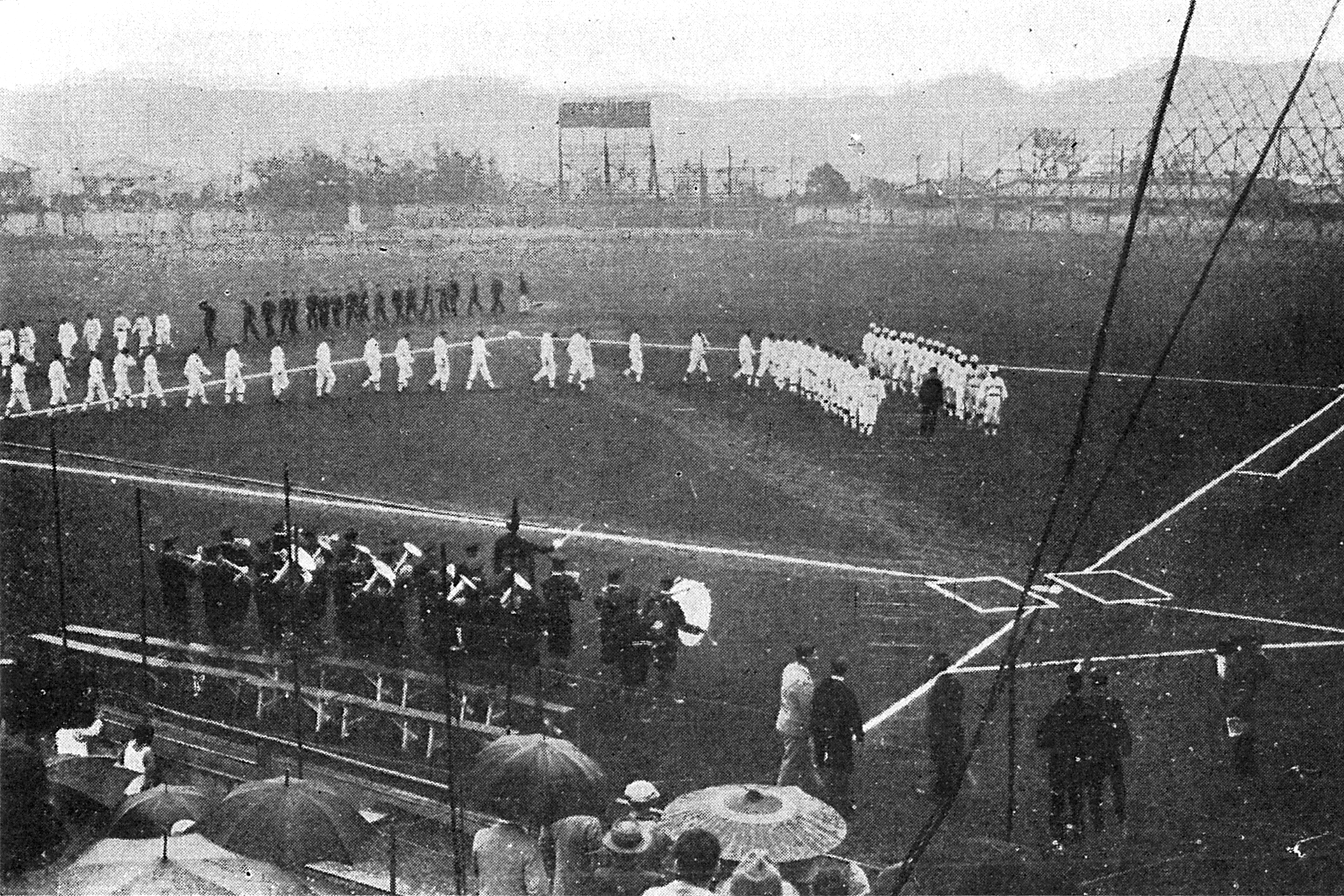
五大学野球リーグの発会式（1931年4月29日）
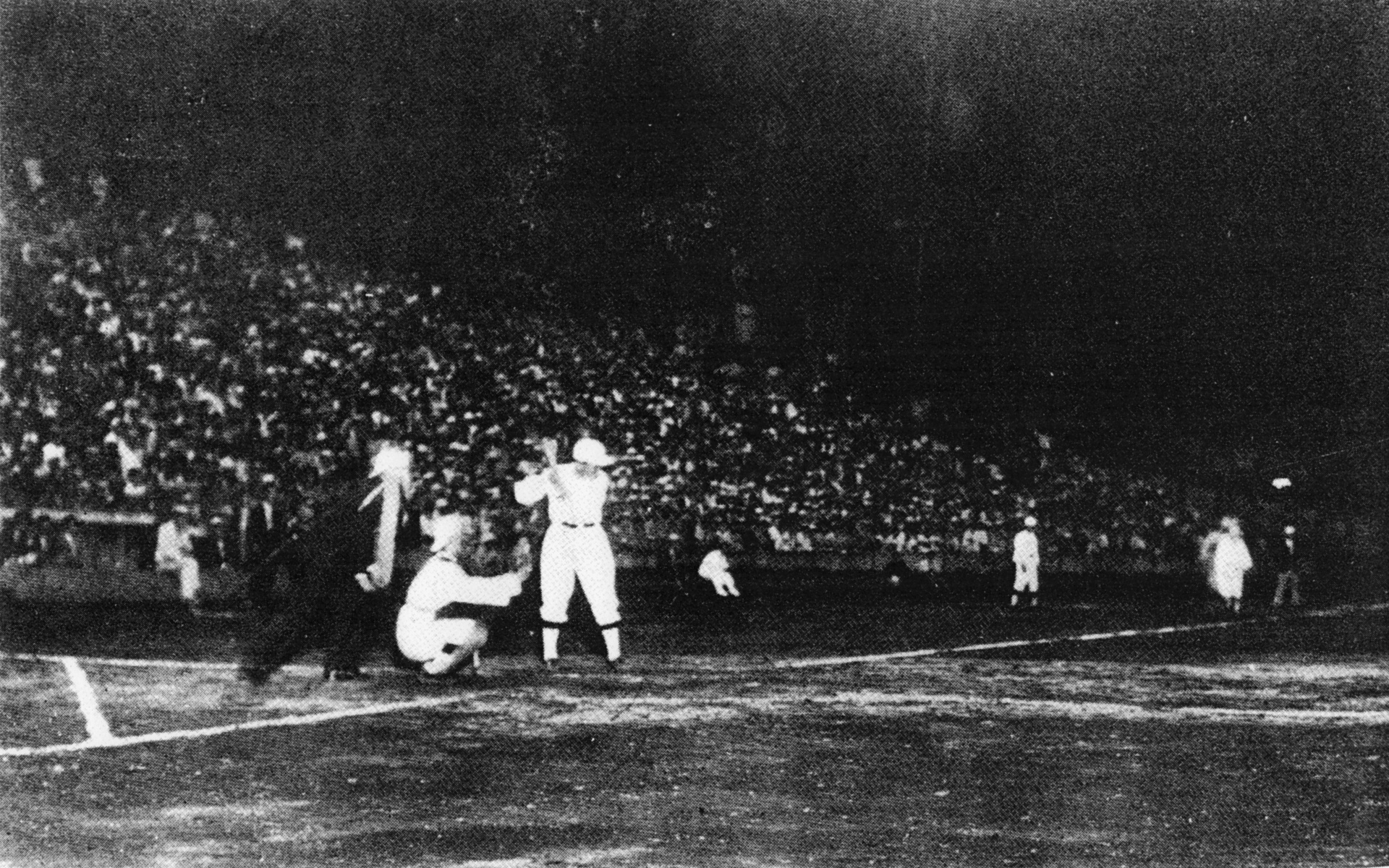
日本初のナイター試合（早大二軍対早大新人、1933年7月10日）
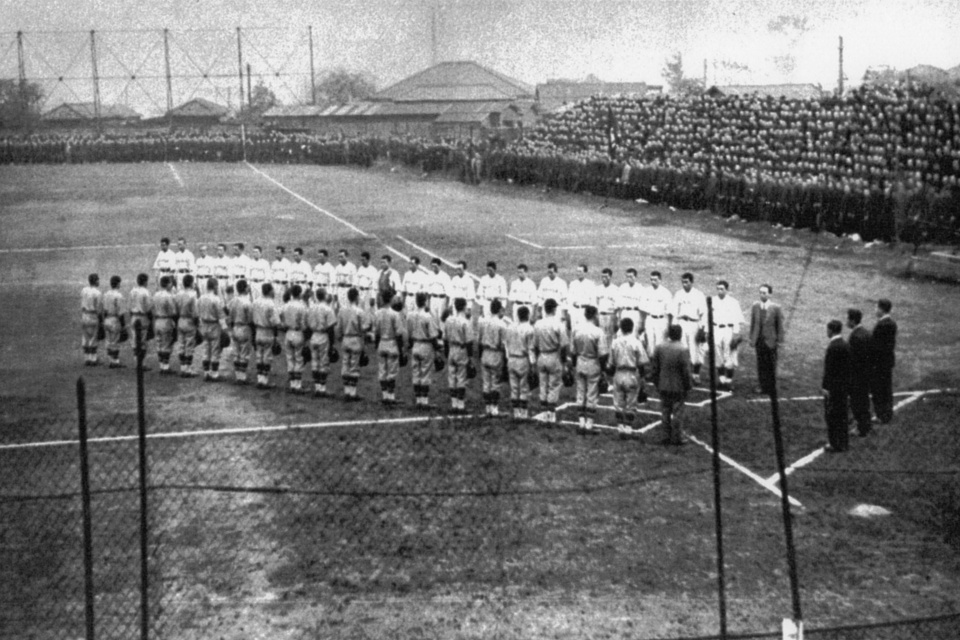
出陣学徒壮行早慶戦（1943年10月16日）

## 脚註
1. 1 2  波多野勝、2001年、「第三章 伝説の日米決戦」、『日米野球史 メジャーを追いかけた70年』、PHP研究所〈PHP新書〉 pp. 34
2. 1 2  造事務所、2014年、「始球式の元祖となった野球部は現在も女人禁制」、『早稲田大学の「今」を読む　OB・現役学生なら知っておきたい大学の真実』、実業之日本社〈じっぴコンパクト新書〉 pp. 62
3. ↑  但しこれは、五大学野球連盟側の選択に因るものではなく、戸塚球場が当時としては東京都内の有数な球場であったことに加え、日本国内の大学野球の草創期当時の東京六大学野球リーグの確定とその後の東都大学野球リーグ設立にまつわる複雑な諸事情から、当時の早稲田野球部が新リーグの設立を支援した結果の表れとも言われている。
4. ↑  読売ジャイアンツについては、当球場で1936年7月3日に行われた大東京軍との試合を球団初勝利とされている（同年7月4日付読売新聞） 
『巨人軍5000勝の記憶』 読売新聞社、ベースボールマガジン社、2007年。ISBN 9784583100296。p.12
5. 1 2 3  “安部球場 日本野球史のホームグラウンド”.   早稲田大学 (2016年8月31日). 2020年10月2日閲覧。
6. ↑  早稲田大学大学史編纂所 『早稲田大学百年史』 第三巻 1987年、952-953頁
7. ↑  『早稲田大学百年史』 第三巻 1119頁
8. ↑  「早稲田大学野球部五十年史」において名称は「出陣学徒壮行早慶戦」となっていることから、名称をそれに合わせる。
9. ↑  早稲田大学旧安部球場跡｜聖地・名所150選｜野球伝来150年特設サイト
10. ↑  井伏鱒二 『随筆 早稲田の森』 新潮社、1971年、192-194頁
11. ↑  『東京朝日新聞』 1923年12月25日
12. ↑  飛田穂洲 『学生野球とはなにか』 恒文社、1974年、154頁
13. ↑  『東京朝日新聞』 1914年11月17日
14. ↑  森茂雄ほか 『六大学野球部物語』 ベースボール・マガジン社、1956年、32頁

## 関連資料
- “【球跡巡り・第31回】「都の西北」に刻まれたプロ野球の歴史 戸塚球場”. NPB.jp 日本野球機構 (2020年6月12日). 2020年12月17日閲覧。